# Collegio italiano dei chirurghi

Il Collegio Italiano dei Chirurghi

Il Collegio italiano dei chirurghi (CIC) è un'associazione di categoria che raccoglie le principali società scientifiche chirurgiche italiane, che a loro volta rappresentano circa 45.000 medici chirurghi che lavorano nelle università e negli ospedali pubblici e privati.
L'associazione ha finalità di aggiornamento scientifico e rappresenta l'organo di riferimento dal punto di vista politico-sindacale della categoria, gestendone i rapporti con le istituzioni pubbliche e con la Federazione nazionale degli ordini dei medici chirurghi e degli odontoiatri.